# 日本アイ・ビー・エム
日本アイ・ビー・エム株式会社（にほんアイビーエム、日本IBM株式会社、英文表記：IBM Japan, Ltd.）は、東京都港区虎ノ門に本社を置く、アメリカのテクノロジー企業であるIBM（IBM Corporation）の日本法人。
米IBMの完全子会社である有限会社アイ・ビー・エム・エイピー・ホールディングス（APH。後述のIBM APとは別の日本法人）の完全子会社であり、米IBM社の孫会社にあたる。

## 概要
日本IBMはアメリカの外資企業で、米IBM社の孫会社。創立は戦前の1937年、多数の日本人従業員を抱え国内企業との合弁を含む多数の関連会社を展開している、コンピュータ関連サービス企業である。
戦後から1980年代まではコンピュータのハードウェアやソフトウェアのメーカーであった。当時の通産省が国産メーカー保護育成政策を取っていたことも背景に、日米コンピュータ戦争の当事者や、IBM産業スパイ事件の関係企業ともなった。
1975年からの椎名武雄社長時代には、「Sell IBM in Japan, sell Japan in IBM.」や「社会とともに」を標語として、日本市場に合った製品・サービスの提供による日本の産業界への貢献を通じて「日本の企業」として認知されることを目標とした結果、規模の拡大が進み、社員は1万人、売上は1兆円を超え、最盛期には1兆7千億円を超える収益を達成した。
日本市場の特殊性もあり、世界のIBMグループの中でもユーザーのシステム構築に深く参加したケースが多かったことも特徴である。現在ではIBMは世界レベルでもサービス事業の比率が売上の6割となったが、そのベースとなった。SI（システムインテグレーション）事業は、日本IBMが先行していた分野とされる。
かつて日本IBMで開発された製品は世界で展開されていた（詳細は日本IBM大和事業所を参照）。外部との交流も多く、プロジェクトマネジメント学会で日本IBM社員が多数を占めていた、日本IBM出身者が他の外資系企業の経営者となるケースが多かった、などとも言われる。
大歳卓麻社長体制で21世紀に入って以降は、経営方針を一転した。
GIEの実践として、日本法人の独立性・独自性を排し、役員・部長レベルの主要幹部職へ米IBMやアジアからの多数の駐在員（IBMでは「アサイニー」（assignee）とよぶ）や社外からの人材を登用し、IBM Corporation全体としての組織・製品・サービスの最適化による効率（利益）の最大化を追求している。具体的には、米IBMの「2015年通期でのEPS20ドル以上達成」への貢献を最優先の経営目標としていたが、2001年以降12期連続の減収決算でピーク時のほぼ半分まで売上が減収し続けたため、利益確保のために、恒常的な事業売却とリストラや昇進・昇給の凍結、減俸を含む徹底的なコスト削減努力を続けた。2012年5月15日、同社として56年ぶりとなる2人目の外国人社長が就任した頃から、売り上げ減少には歯止めがかかった。（業績の数字については#業績の推移を参照）2014年には、全国4カ所に支社を配置した。

## 沿革

### 歴史

#### 第二次世界大戦前

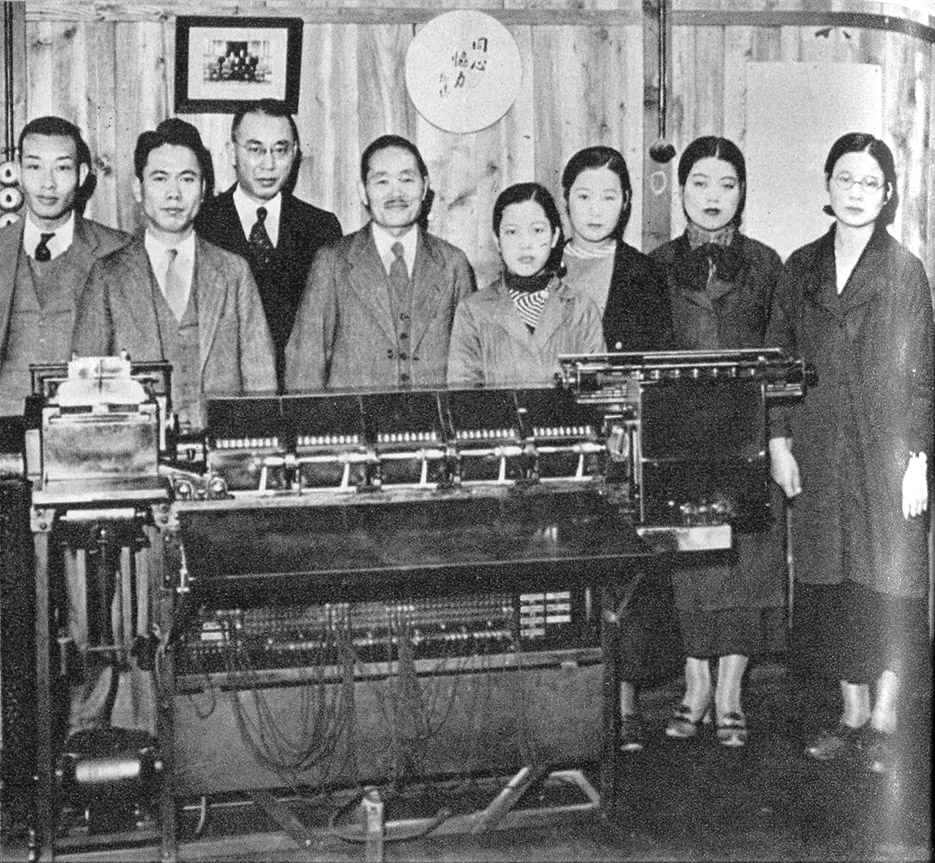
日本陶器に納入された最初のIBM製パンチカードシステム（1925年）

- 1923年 - 森村商事のニューヨーク出先機関（森村ブラザース）が生産管理の合理化を検討していた日本陶器（同じ森村グループで、現在のノリタケ）の製造担当重役を現地の事務機見本市に案内。水品浩がパンチカードシステム（統計会計機）の比較研究を担当し、IBMの製品を薦める[12]。
- 1925年 - 森村商事が日本におけるIBMの独占販売代理店権を獲得。最初のIBM製パンチカードシステムが日本陶器に設置される。
- 1927年 - 業績不振や事業方針の不一致から森村商事に代わって黒澤商店が代理店となる。
- 1937年6月17日 - IBM海外事業部（ヨーロッパ・ディビジョン）から派遣されたG.D.シュバリエを代表取締役、貿易業の経営を始めた渋沢智雄を社長としてIBMの完全子会社「日本ワットソン統計会計機械株式会社」設立[13]
- 1942年 - 敵産管理法による「敵国資産会社」の指定を受け、全資産を日本政府に凍結される。保守サービスは新設された国策会社の「日本統計機株式会社」が引き継ぐ。

#### 第二次世界大戦後

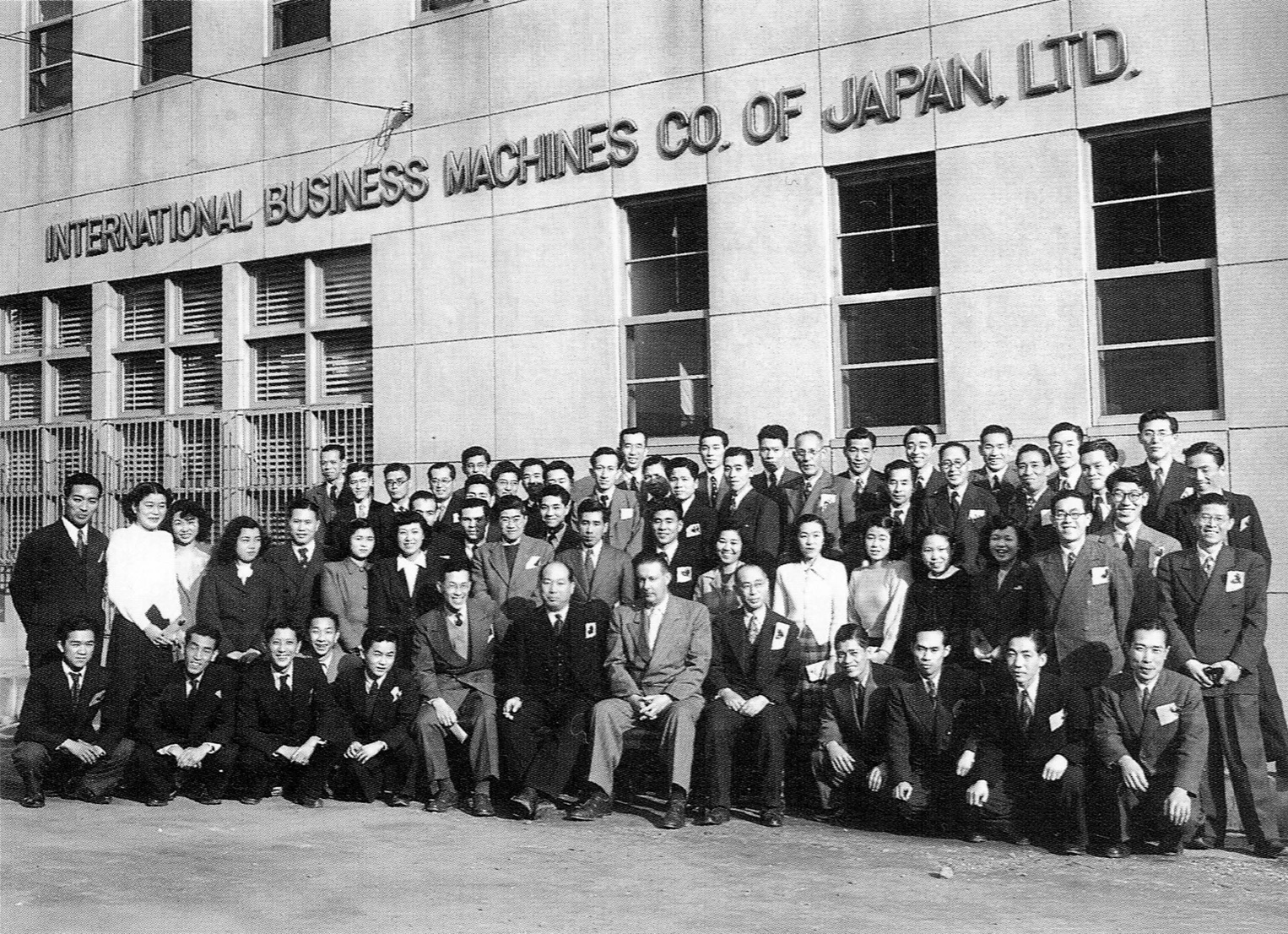
神田司町本社にて。中央右にC.M.デッカーと水品浩（1950年）

- 1949年 - 日本ワットソン統計会計機械の財産と営業権が返還される。IBM本社のチャールズ・M・デッカー（元・日本ワットソン統計会計機械の機械部門担当）が社長に就任。従業員数は66人[13]。
- 1950年 - 商号を「日本インターナショナル・ビジネス・マシーンズ株式会社」に変更。
- 1953年 - 南糀谷工場（東京都大田区、木造）を開設。パンチ・カード・システム（PCS）を製造。
- 1956年 - 水品浩が社長就任
- 1959年2月 - 商号を「日本アイ・ビー・エム株式会社」に変更千鳥町工場で組み立てられるSystem/360（1966年）

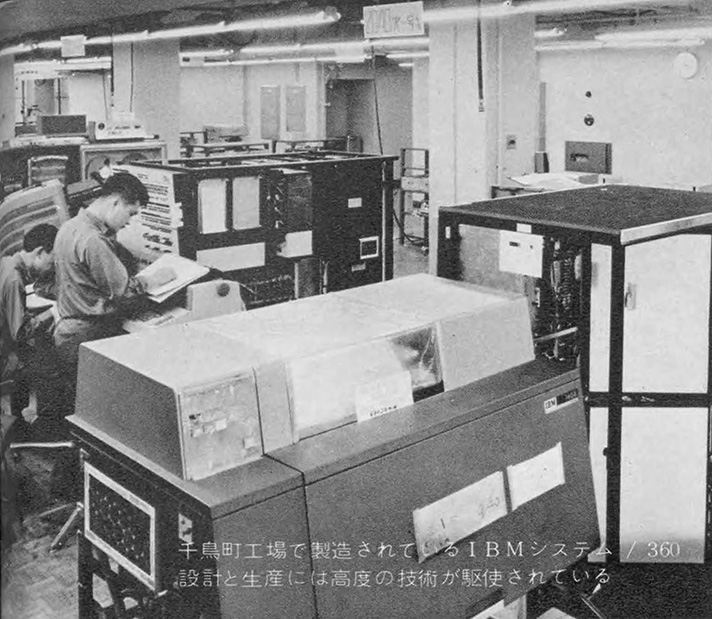
千鳥町工場で組み立てられるSystem/360（1966年）

- 1959年9月 - 千鳥町工場（大田区、鉄筋コンクリート製）1期工事が竣工。PCS、IBM80欄カード、後にIBM 1440コンピューター、IBM System/360コンピュータなどの製造。
- 1960年3月 - 鈴木信治副社長が社長就任
- 1962年10月 - 稲垣早苗営業担当副社長が社長就任
- 1964年4月 - 初の集積回路とOSを大々的に採用し、商業・科学計算両用のSystem/360コンピューター・シリーズを発表
- 1967年 - 藤沢事業所（工場）（神奈川県）開設
- 1969年 - ハードウェア価格から、ソフトウェア価格、教育価格などを分離（アンバンドリング）
- 1971年 - 野洲事業所（工場）（滋賀県）、および、旧本社ビル（東京・六本木）開設

- 漢字情報システムを発表
- 1972年 - 日本開発研究所を開設。後の藤沢開発研究所（1975年）、大和開発研究所（1985年）
- 1973年9月15日 - 沖縄県那覇市にあった支店を廃止
- 1975年2月 - 椎名武雄が社長就任
- 1981年 - 世界で唯一の、半導体からメインフレームまでのコンピュータ一貫生産体制を野洲工場にて確立
- 1982年 - IBMとしてアジア地域の最初の基礎研究所である東京基礎研究所（東京・三番町）開設
- 1983年 - 日本語PC、文書処理、コンピュータ端末機の機能「三役」を備えたマルチステーション5550を発売IBM JX

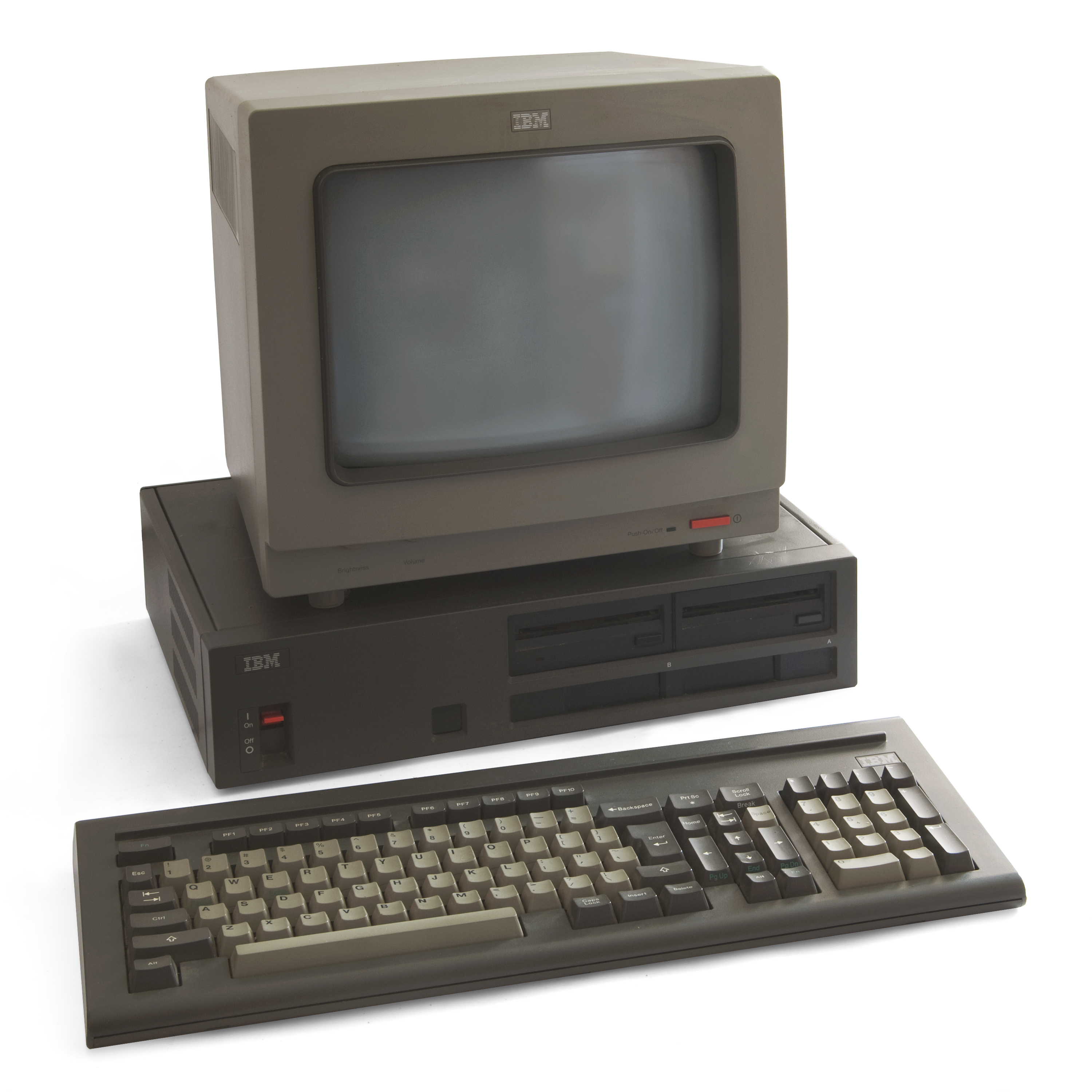
IBM JX

- 1984年 - 個人用パソコンIBM JXを発売開始。

- 大型コンピュータ上で動く統合オフィスシステム（電子メール、スケジュール、文書処理・保管・検索）を発売開始。
- 1985年 - 大和事業所（研究所）（神奈川県）開設。世界向けおよび日本／アジア太平洋向けの藤沢開発研究所を移転
- 1987年
  - 4月24日 - 資本金を1,199億円から1,353億円に増資
  - 創立50周年
    - グループ社員への記念品: IBM JX

  - 日本IBM科学賞を設立
- 1989年 - 椎名武雄がIBM CorporationのVice Presidentに就任（日本IBM社長と兼務）（1993年に退任）[14]
- 1990年
  - 事実上のPCの国際標準規格となっていた米IBM PC/ATアーキテクチャ上に日本語機能を追加するDOS/Vを発売
  - 日本IBMにてアジア・太平洋地域における開発製造戦略を統括していた副社長の三井信雄が、IBM CorporationのVice Presidentに就任。後にはIBM Corporationが次世代パーソナルシステムの開発と販売を行うために米国に設立したPower Personal Systems社の社長に就任（1995年退職）テラドライブThinkPad
- 1991年

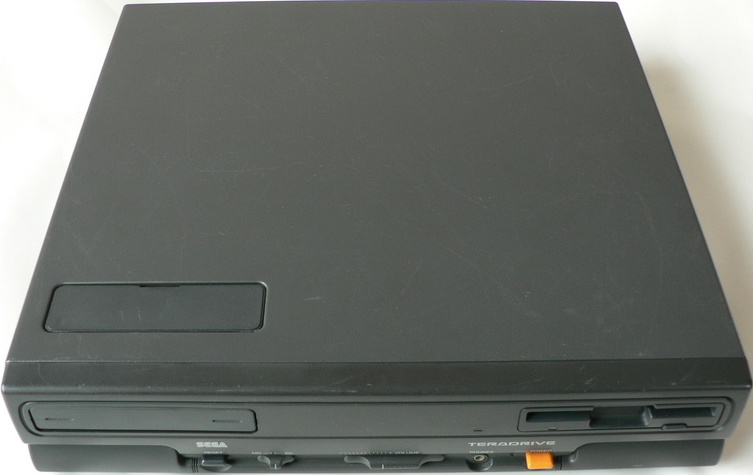
テラドライブ

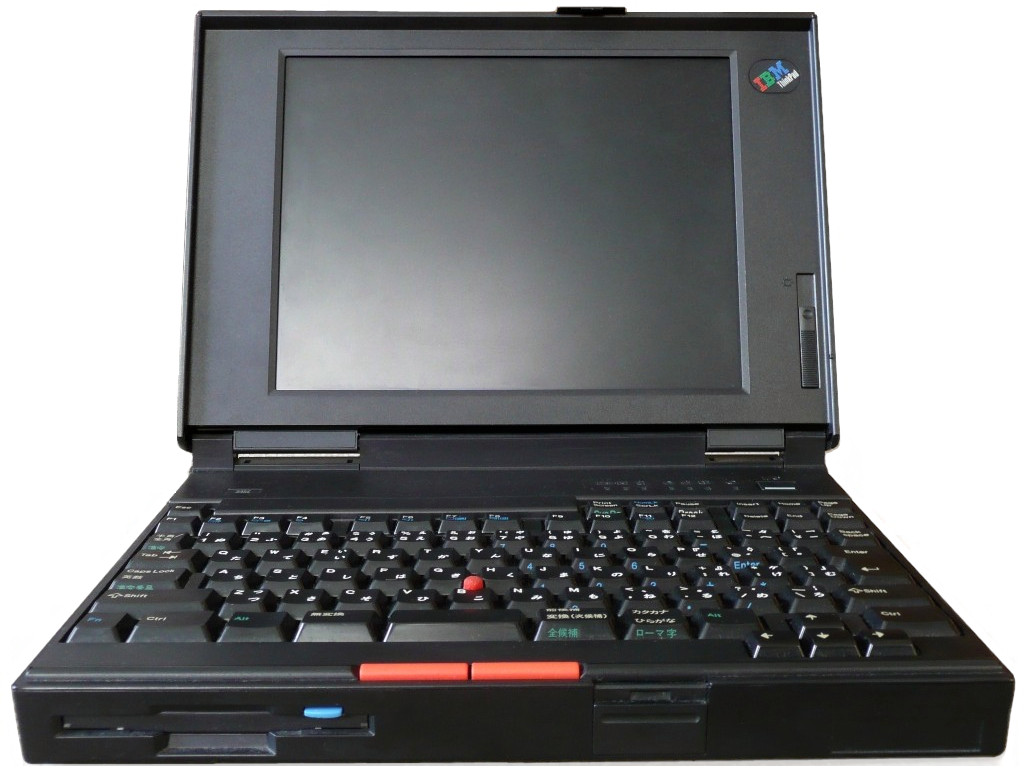
ThinkPad

  - IBMでは世界初のノートパソコンであり後のThinkPadシリーズの原型となる日本独自仕様（DOS/V）のPS/55 noteを発売
  - 5月 - セガの16ビットゲーム機「メガドライブ」とPC/AT互換パソコンの複合機『テラドライブ』を発売
- 1992年7月1日 - コンピューター・システム・リース株式会社を合併
- 1993年1月 - 北城恪太郎が社長就任　3 社 分割 した。
- 1995年
  - 椎名武雄（当時会長）が経済同友会副代表幹事と、総理府行政改革委員会規制緩和小委員会座長に就任[15]
  - 国内売上高が初めて1兆円を突破（1兆197億1,200万円。輸出を含む総売上高は1兆3,087億3,400万円）[15]
  - 日本市場専用であったコンシュマー向けパーソナルコンピュータ製品のPS/Vを、全世界共通ブランドのAptivaとして一新
  - 7月、日本アイ・ビー・エム情報システム株式会社・アイ・ビー・エム流通サービスソリューション株式会社・アイ・ビー・エム金融ソリューション株式会社・アイ・ビー・エム公共ソリューション株式会社を合併
- 1996年 - 東芝との共同出資子会社会社であった液晶ディスプレイ製造会社のディスプレイ・テクノロジー株式会社（DTI）を米IBM直轄に変更
- 1998年 - 長野冬季オリンピックにおけるTOP4スポンサーとしてITシステムを提供
- 1999年12月 - 大歳卓麻が社長就任。北城恪太郎は日本IBMの上部組織（当時）であるIBM AP（現：IBM Asia Pacific Services Corporation）のPresidentに就任（日本IBM会長と兼務）[16]

#### 21世紀
- 2001年
  - 総売上高1兆7,075億35百万円（うち国内売上高は1兆4,608億88百万円）、経常利益1,728億90百万円を、従業員数 21,671人（年度末）で達成。これは売上、利益とも日本IBMとしての過去最高の業績である（2012年現在）[17]
  - コンシュマー向けパーソナルコンピュータ市場から事実上撤退[18]
  - 台湾の奇美グループと合弁会社・インターナショナル ディスプレイ テクノロジー株式会社（IDTech）を設立し、液晶ディスプレイ開発部門を野洲事業所（工場）から移籍
  - セイコーエプソンと合弁会社野洲セミコンダクター株式会社（YSC）を設立し、半導体生産部門を野洲事業所（工場）から移籍
  - DTIを東芝に売却。東芝モバイルディスプレイ株式会社が発足[19]
- 2002年 - 確定拠出年金制度を導入し、退職金制度を改訂[20]
- 2003年
  - 北城恪太郎が経済同友会代表幹事に就任したため、IBM AP Presidentを退任
  - 野洲事業所（工場）のプリント基板生産部門を京セラに売却、京セラSLCテクノロジー株式会社が発足
  - HDD事業（藤沢事業所〈工場〉）を会社分割法により日立に売却、株式会社日立グローバルストレージテクノロジーズが発足
- 2004年
  - 購買部門をIBM中国上海に移管[21]
  - 業績連動型の報酬体型に切替え、年功序列を全廃。また、一部の職場を除き裁量労働制を導入して実質的に残業手当の支給を停止[22]
- 2005年
  - IDTechをソニーに売却[23]
  - 野洲事業所（工場）を京セラに売却[24]
  - パーソナルコンピュータ事業を会社分割法により中国の聯想グループに売却、日本法人レノボ・ジャパン株式会社が発足
  - IBM Corporation が東京証券取引所の上場を廃止
- 2006年 - YSCをオムロンへ売却[25]
- 2007年
  - プリンター事業を会社分割法によりリコーに売却、インフォプリント・ソリューションズ・ジャパン株式会社が発足。後2011年に、リコープロダクションプリントソリューションズ・ジャパン株式会社へ統合
  - 7月 - 野洲事業所を閉鎖
  - 10月 - 日本IBMがIBM APの指揮命令下から離脱し、IBM Corporation（米本社）の直轄管理となる[26][27]
  - 創立70周年
    - グループ社員への記念品：ノリタケボーンチャイナ
- 2008年
  - 100%子会社の日本アイ・ビー・エムロジスティクス株式会社（JBL）の全株を安田倉庫株式会社に売却、同社は安田倉庫の連結子会社として日本ビジネスロジスティクス株式会社に改名[28]
  - IBM翻訳の王様の営業活動を終了[29]
- 2009年
  - 1月 - 橋本孝之が社長就任
  - 10月1日 - 東京都港区六本木3丁目2-12の本社ビルを売却し、営業拠点であった東京都中央区日本橋箱崎町19-21の箱崎事業所を本社とする[30]
  - 本社物流部門を会社分割法によりフランスの GEODIS S.A. に売却、日本法人 GEODIS GLOBAL SOLUTIONS JAPAN 株式会社が発足
  - 23年ぶりに総売上げが1兆円を割り込む[31]
- 2010年
  - IBMホームページ・ビルダーの著作権・商標権をジャストシステムに売却[32]
  - IBMビジネスコンサルティングサービスを日本アイ・ビー・エム株式会社へ統合[33]
  - ソフトウェア事業のPLM事業部を、会社分割法によりダッソー・システムズ株式会社へ売却[34]
  - 年齢別最低保障給を廃止
- 2011年
  - 4月 - 人事担当取締役専務執行役員の坪田國矢が、IBM Corporation の Vice President に就任[35]
  - 日本IBM科学賞を廃止[36]
- 2012年
  - IBMホームページリーダーの営業活動を終了[37]
  - リテール・ストア・ソリューション事業（POSシステム関連事業）の東芝への売却が発表[38]
  - 5月 - マーティン・イェッターが社長就任。日本IBM56年ぶりの外国人社長となる
  - 100%子会社の日本アイビーエム総務サービス株式会社（IGAS）をジョーンズ・ラング・ラサール株式会社に売却[39]
  - 大和事業所を閉鎖
- 2013年 - 相対評価で下位15%の約2,000名の社員に対する10% - 15%の定期減給を制度化[40]
  - 借り上げ社宅制度の廃止と住宅手当の本給への組み込み
- 2014年
  - 前年9月の米IBMによる米シネックスへのコールセンター部門の売却に伴い、2,000名強の社員がコンセントリクスビジネスサービス株式会社[41] に移籍[42][43]
  - System x（x86サーバー）事業を会社分割法により中国の聯想グループに売却、日本法人レノボ・エンタープライズ・ソリューションズ株式会社が発足[44]
  - 直営保養所を売却（利用は2015年1月で終了）
- 2015年1月 - プロ野球選手与那嶺要の息子で日系三世のポール与那嶺が社長就任[45]
- 2017年4月 - エリー・キーナンが社長就任
- 2019年5月 - 山口明夫が社長就任
- 2021年9月 - ITのインフラストラクチャー・サービス部門を分社化し、キンドリルジャパン（株）として独立。日本IBMとの資本関係はない。
- 2024年1月 - 箱崎事業所から虎ノ門ヒルズ ステーションタワー（東京都港区）に本社を移転[46]
- 2025年4月 - 従業員数は、約9400人。

### 歴史的プロジェクト
日本IBMが参加したコンピュータ史上に残るプロジェクトには以下がある
- 1964年 - 東京オリンピックで、中央にIBM 1401・IBM 1440の二重システム、各会場にIBM 1050端末システムを置いた、オリンピック史上初の競技結果集計オンラインシステム
- 1965年 - 三井銀行（現：三井住友銀行）による、世界初の銀行オンラインシステム
- 1968年 - 八幡製鐵（現：日本製鉄）君津製鐵所による、世界初の鉄鋼業の生産管理オンラインシステムであるAOL[48][49]
- 1971年 - 日本経済新聞および朝日新聞による、世界初の日本語対応の新聞製作システム[50][51]
- 1998年 - 長野オリンピックでの、世界最大規模のWebサイト（合計ヒット数：6億4630万件（期間：2月7日 - 22日） 1分間当たりの最多ヒット記録：103,429ヒット/分）

## 業績の推移
戦後すぐの1952年の売上高は5億円（従業員は200人）で、おもにパンチ・カード・システムのリース収入であった。1960年には米国IBMが日本企業（富士通、NECなど）にコンピュータ関係特許使用を開示する代わりに日本IBMの国内コンピュータ製造を認められて、System/360の寄与もあり急激に業績を伸ばし、1974年には売上高は2千億円（従業員1万人）で、日本企業の申告所得ランキングで上位20社に入る大企業になった。1987年には初めて売上高1兆円に達した。
こうして1980年代までは毎年2桁成長をしてきた日本IBMは日本コンピュータ企業の追い上げとダウンサイジングの影響もあり、1991年には売上成長もマイナスに転じ、1993年にはリストラ費用も含めて初めての赤字、翌年からは業績の回復を経験している。最近の業績は次の通り。
| 年度 | 総売上高          | 経常利益       | 税引後純利益  | 会社発表 |
| ---- | ----------------- | -------------- | ------------- | -------- |
| 1998 | 1兆4740億9500万円 | 901億100万円   |               |          |
| 1999 | 1兆4770億8200万円 | 1190億4300万円 |               |          |
| 2000 | 1兆6438億2800万円 | 1820億300万円  |               |          |
| 2001 | 1兆7075億3500万円 | 1728億9000万円 |               |          |
| 2002 | 1兆5834億3400万円 | 1665億9400万円 |               |          |
| 2003 | 1兆4979億8200万円 | 1498億9500万円 |               |          |
| 2004 | 1兆4609億2100万円 | 1511億9400万円 |               |          |
| 2005 | 1兆2453億4300万円 | 1155億4700万円 |               |          |
| 2006 | 1兆1932億8700万円 | 1390億4300万円 |               |          |
| 2007 | 1兆1926億1100万円 | 1540億4800万円 |               |          |
| 2008 | 1兆1329億3200万円 | 1543億3100万円 | 967億9700万円 |          |
| 2009 | 9545億6800万円    | 1128億1300万円 | 730億5900万円 |          |
| 2010 | 9377億7300万円    | 1242億7200万円 | 773億1600万円 |          |
| 2011 | 8681億3400万円    | 940億2600万円  | 272億7400万円 | [ 53 ]   |
| 2012 | 8499億3400万円    | 942億6000万円  | 422億0900万円 | 〃       |
| 2013 | 8804億6400万円    | 973億1700万円  | 565億7900万円 | 〃       |
| 2014 | 8810億3400万円    | 947億3300万円  | 625億2400万円 | 〃       |
| 2015 | 9018億6300万円    |                | 494億4600万円 | 〃       |
| 2016 | 8,875億円         | 868億円        | 1,717億円     | 〃       |
| 2017 | 8,953億円         | 1,318億円      | 1,076億円     | [ 54 ]   |
| 2018 | 9,053億円         | 938億円        | 638億円       | [ 55 ]   |
| 2019 | 9,039億円         | 690億円        | 561億円       | [ 56 ]   |
| 2020 | 8,693億円         | 947億円        | 631億円       | [ 57 ]   |

## 子会社・関連会社
主な子会社・関連会社・合弁会社には以下がある。なお、これらを中心とした同社の現時点での出資先企業についてはIBMおよび日本IBMについて - 日本 | IBMを参照。

### 子会社
日本国内の主な子会社には以下がある。
- 日本アイ・ビー・エム システムズ・エンジニアリング（ISE）
- 日本アイ・ビー・エムデジタルサービス（IJDS）
- 日本アイビーエム・ビジネスサービス株式会社（IJBS）
- 日本アイ・ビー・エム プロキュアメント・センター（IPC）
- 日本アイ・ビー・エム テクニカル・ソリューション（TSOL）

### 関連会社
日本国内の主な関連会社には以下がある。
- レノボ・ジャパン合同会社
- 日本情報通信株式会社（NI+C）
- 日本物流開発株式会社（JLD）

### 合弁企業
| 会社名                                        | 合弁相手                                               | 本社所在地       | 備考                                                                |
| --------------------------------------------- | ------------------------------------------------------ | ---------------- | ------------------------------------------------------------------- |
| クリス（CLIS）                                | AIGスター生命保険                                      | 東京都品川区     | 旧:千代田生命情報システム                                           |
| JBCC                                          | JBCC（旧・日本証券代行）グループ                       | 東京都大田区     | 旧・ゼネラル・ビジネス・サービス（2021年にJBCCへ合併）              |
| エクサ（exa）                                 | JFEスチール - 旧：日本鋼管（NKK）                      | 神奈川県横浜市   | 旧：エヌ・ケイ・エクサ（NKエクサ）                                  |
| システムプラネット（SPC）                     | 麻生 - 旧：麻生セメント                                | 福岡県福岡市     |                                                                     |
| オムロン ネットワーク アプリケーション（ONA） | オムロン                                               | 京都府京都市     | オムロンのグローバルビジネスプロセス＆IT革新本部に統合され解散      |
| ギャブコンサルティング（GAB/GABC）            | ビジネスブレイン太田昭和                               |                  |                                                                     |
| アドバンスト・アプリケーション（AAC）         | システナ - 旧：NSK（※日本精工とは別）→ カテナ          | 東京都多摩市     | JBエンタープライズソリューションの子会社                            |
| 日本オフィス・システム（NOS）                 | 兼松 - 旧：兼松江商                                    | 東京都江東区     |                                                                     |
| コベルコシステム（KSC）                       | 神戸製鋼所（KOBELCO）                                  | 兵庫県神戸市     | 旧：神鋼コンピュータシステム（KCS）                                 |
| エス・アンド・アイ（S&I）                     | 住友電工                                               | 東京都中央区     |                                                                     |
| 十六コンピュータサービス（JCS）               | 十六銀行                                               | 岐阜県岐阜市     |                                                                     |
| アイエス情報システム (aies)                   | 新日鐵住金 - 旧：住友金属                              | 東京都品川区     |                                                                     |
| 日本物流開発（JLD）                           | セイノーグループ（SEINO）                              | 東京都板橋区     |                                                                     |
| 四国システム開発（SSDC）                      | 徳島新聞社                                             | 徳島県徳島市     | 同業他社（四国新聞社・愛媛新聞社・高知新聞社の各3社）との相乗り合弁 |
| エヌアイ情報システム（NIIS）                  | 日新製鋼                                               | 東京都千代田区   |                                                                     |
| 日本情報通信（NI+C）                          | 日本電信電話（NTTグループ）                            | 東京都中央区     |                                                                     |
| アイテップ（ITEP）                            | 本坊酒造・本坊商店・サナス・薩摩酒造（本坊グループ）   | 鹿児島県鹿児島市 |                                                                     |
| 大樹生命アイテクノロジー（TLI）               | 大樹生命保険（旧・三井生命保険）                       | 千葉県柏市       | エムエルアイ・システムズ（MLI）                                     |
| アイ・ティ・フロンティア（ITF）               | 三菱商事                                               | 東京都港区       | 旧：三菱事務機械                                                    |
| エム・アイ・ティ システム開発（MIT）          | モルテン                                               | 広島県広島市     |                                                                     |
| ベルス（BELS）                                | ライフステージ                                         | 東京都港区       |                                                                     |
| 菱友システムビジネス（RSB）                   | 菱友システムズ - 旧：菱友計算（※三菱重工の関係親密先） | 東京都港区       |                                                                     |

## 事件・ニュースと訴訟
| 年     | ニュース | 事件・訴訟 （日本IBMが当事者の案件。米IBMを当事者とする事案は除く） |
| ------ | --- | --- |
| 1999年 | | - 1999年、名古屋事業所から幕張事業所への転配を打診された社員が、配転命令の効力を停止する仮処分を申請した。2000年に和解が成立し、幕張へ転配となる |
| 2001年 | - 2001年、社長の大歳卓麻が雑誌のインタビューに答えて、人事制度における一連のコスト削減施策に関して「人事制度改革で日本の毒味役になる」「我々が毒味してみて、大丈夫そうだとなれば、日本の会社のみなさんもやりやすいんじゃないか」と発言 | |
| 2004年 | - 2004年1月11日、東京三菱銀行や八十二銀行など約20行で、日本IBM製対外接続用ミドルウェアのバグにより取引がキャンセルされる障害が発生 - 2004年1月26日、統合ATMスイッチングサービスにおいて、日本IBMが担当した「接続ソフト」の不具合により取引遅延などの障害が発生 | |
| 2005年 | - 2005年、ハードウエア取引の会計処理における日本IBMによるIBM社内規定の違反により、米IBMが2004年の連結決算内容を下方修正し、売上げと利益を通年で2億6000万ドル減額 | |
| 2006年 | - 2006年、会計検査院による独立行政法人情報通信研究機構に対する検査で、日本IBMが同機構からの委託研究2件に関し実際には従事していない研究員の労働時間を含め人件費を請求していたと指摘された。日本IBMは受け取った研究費の全額に利息を加えて返還した上、3年間同機構の案件への応募を自粛した | |
| 2007年 | - 2007年2月、 株式会社アイ・エックス・アイの架空循環取引による粉飾決算に関して、大阪地方検察庁特別捜査部の強制捜査を受ける | - 2007年2月、ソフト開発会社のデジタルデザイン社が、日本IBMおよびネットマークス社に対し、12億円の損害賠償請求訴訟を起こしたが、2008年7月には和解が成立した - 2007年3月、東京リース株式会社が、販売代金153億4100万円の債務履行と遅延利息の支払いを求め、日本IBMなど4社を東京地裁に提訴 - 2007年4月、ソースネクスト社が、日本IBMに対し、ホームページ・ビルダーのライセンス供与に関して契約違反として提訴した。2007年には日本IBMが、ソースネクストに対し、損害賠償請求反訴を起こした。これらは2008年7月に一部和解が成立した - 2007年5月、元社員らが2002年発表の株式会社日立グローバルストレージテクノロジーズ設立時の会社分割による強制移籍に関して地位確認などを求めた訴訟で、横浜地裁が元社員らの請求を棄却した |
| 2008年 | - 2008年、神奈川県教育委員会から受託していた授業料徴収システム開発関連の個人情報が、下請社員のP2Pソフトウェアにより漏洩 - 2008年6月、日本IBMが主契約社であった七十七銀行のシステム開発案件の開発費用超過により、下請けであった株式会社ジェー・シー・イーが債務超過に陥り、仙台地裁で民事再生手続を開始、日本IBMに対して損害賠償請求を検討中と報道される - 2008年の大規模リストラ - 2008年10月から12月にかけて、全社員を5段階に分類し、下から2番目までの下位15％の従業員、数にして1,500人を3カ月で退職させるという大規模な退職勧奨（事実上のリストラ）が行われた。日本IBMではそれまでにもリストラを必要に応じて行っていたが、2008年の場合は世界的金融危機が迫り雇用不安が拡大する中でも前年と同様の高利益を確保している会社の、正社員への大規模リストラであったため世間の注目を集めた。その中では、上司による威嚇行為や人格否定、誹謗中傷などの人権侵害を伴う「退職強要」があったとし、社員らが人権侵害を伴う退職強要の差し止めと損害賠償を求めて提訴したり、日本IBMの労働組合（JMIU日本アイビーエム支部）は、会社側が「48時間以内に退職を表明しないと解雇する」と宣告したケース、社員の家族に「ご主人を辞めさせてください」と電話してきたケースなどの存在を主張して抗議し、マスコミでも報じられた | - 2008年3月6日、スルガ銀行が、日本IBMに対し、「日本IBMの債務不履行によりシステムが完成せず開発を中止せざるを得なくなった」として111億700万円の損害賠償訴訟を起こした。スルガ銀行側は裁判の訴状で「日本IBM側がプロジェクトにおいて、要件定義を3回繰り返す事態に陥っていた」と主張している。これに対して日本IBM側は、4月7日の答弁書で「失敗の責任はスルガ銀にある」とし、スルガ銀行側が主張している請負契約の締結自体も否認している。また「要件定義の繰り返しの原因は、銀行側からの現行システム情報や要件の提示内容がプロジェクト前後で比較して大きく膨れ上がり、かつ期間中に二転三転を繰り返したため」と主張していた。2012年3月29日、東京地方裁判所はスルガ銀行の訴えを認め、日本IBMに約74億1千万円の支払いを命じると伴に仮執行も認めた。日本IBMは上告し、2013年9月、東京高等裁判所は、日本IBMの義務違反は最終合意書を交わした段階のものとして、賠償額を約42億円に減額する判決を下した。これを受けて両社は最高裁に上告したが、最高裁判所は2015年（平成27年）7月8日、両社の上告を棄却する決定を下し、東京高裁の判決が確定判決となり、日本IBMが敗訴した。 |
| 2009年 | - 2009年9月、福岡銀行で前年2008年に発生した、ソフトウェアシステムのバージョンアップ後のIMS（データベース管理システム）の不具合が原因によるシステム障害に続いて、今度は日本IBM保守要員の作業ミスが原因で勘定系システムの障害が発生し、福岡銀行が日本IBMに対して損害賠償を検討中と報道される | - 2009年5月、株式会社エコミックが日本IBMに発注した給与計算システム開発のプロジェクト中止は、日本IBMの債務不履行であるとして係争中と報道される - 2009年5月29日、社員3名（10月に1名追加）が日本IBMに対し、「退職を強要された」として、差し止めと損害賠償を求めて訴訟を起こした |
| 2010年 | - 2010年3月、ニイウス コー株式会社の粉飾決算事件に関して、証券取引等監視委員会の強制調査を受ける 同月末には、同社の社員が循環取引に関与していたことが判明したとの報道がなされた - 2010年、雑誌「プレジデント」誌5/3号の特集「働きがい」で、 IT業界部門の働きがいワースト企業とされる （なお、2000年代初頭までは、大学生が就職を希望する企業に関する各種調査において上位にランクされていた） - 2010年7月12日から13日にかけて日本郵政グループゆうちょ銀行の郵便貯金システムにおいて発生した民営化後最大のシステム障害は、IBM製磁気ディスク装置の制御プログラムのバグによる（正確にはHDDの欠陥と呼ぶのは不適切）ものとして、ゆうちょ銀がIBMへの損害賠償請求を検討中と報道される - 2010年10月、神奈川県警のシステム開発に関する2003年の議事録が、インターネットに流出していることが発覚した。県警は、システム開発を委託した日本IBMの下請社員がP2Pソフトウェアで漏洩させたとして、日本IBMに削除の対応を要請したと報道される - 2010年、大阪府吹田市において、基幹システムに関する日本IBMの契約不履行により7億3558万円の契約が解除され、減額の予算補正が実施された - 2010年12月、ハードウェア販売の総責任者である専務執行役員が、「日本企業には、3～4世代前のテクノロジが数多く生き残っている。欧米企業であれば、せいぜい2世代前のテクノロジが残っている程度だ」「他国では、まず新製品を使ってみる」と日本企業の購買態度について発言 | - 2010年3月18日、東京国税局の税務調査により、国税史上最高規模の4000億円を超える申告漏れが発覚し、三百数十億円の追徴税を課された、との報道がなされた。これは、非上場である日本IBM株を、米IBM、日本IBMの親会社であるアイ・ビー・エム・エイ・ピー・ホールディングス（APH）、日本IBMの間で循環取引することにより、見かけ上APHに多額の赤字を発生させて連結対象の日本IBMの巨額の利益と相殺することで納税を回避したとされたものだが、日本IBMは、あくまでも法規は遵守していると主張し、国税不服審判所に審査請求をした。2013年5月9日、東京地裁はIBM側の主張を認め、処分を取り消した。これを受けて国は上級審に控訴した。なお当事件後の税制改正において、100％子会社に子会社株を安価で売却して赤字を計上することが禁じられたため、現在では違法行為にあたる |
| 2011年 | - 2011年2月、社長の橋本孝之が、日本IBMとして初めて役員を含む部長以上の職位のスタッフを50名以上中途で大量採用したと発表 | |
| 2012年 | - 2012年10月、2011年に発生したオリンパス事件に関して、日本IBMのコンサルタントの関与があったと報道される - 2012年11月13日、衆議院予算委員会で日本IBMの「ロックアウト解雇」に関する日本国政府の見解を質問された内閣総理大臣野田佳彦が、「もしそういうことがあるならば、それはあってはならない」と答弁 | - 2012年8月、最高顧問の大歳卓麻が、一身上の都合による退職直前に、東京都迷惑防止条例違反容疑により警視庁により取り調べを受け、退職後に東京簡裁より罰金30万円の略式命令を受けたと報道される - 2012年10月15日、ロックアウト型の即時解雇をされたとして、元社員3人が解雇の無効と賃金の支払いを求めて訴訟を起こした |
| 2013年 | | - 2013年5月27日、2008年4月から2009年4月にかけて売掛金約1億3000万円を横領したとして、IBMビジネスコンサルティングサービスの元社員が、業務上横領容疑で逮捕された - 2013年6月20日、元社員と2名の社員が、元社員の解雇は労働組合員をねらった不当な解雇にあたるとして東京地裁に提訴 - 2013年9月26日、相対評価による低評価の為に減給された労働組合員9人が、減給は不当であるとして東京地裁に提訴 - 2013年11月、野村ホールディングスおよび野村證券が、委託したラップ口座システムの開発が頓挫した責任が日本IBMにあるとして、損害約33億円の賠償を求めて東京地裁に提訴 |
| 2014年 | | - 2014年5月9日、グループ内の株取引を巡り、約3995億円の申告漏れを指摘された「日本IBM」（東京都中央区）グループが、国を相手に1197億円の課税処分取り消しを求めた訴訟の判決で、東京地裁は9日、グループ側の主張を全面的に認め、処分を取り消した。判決が確定すれば、1197億円に還付加算金などを加えた額がIBM側に返還される |
| 2015年 | | - 2015年3月25日、東京国税局から約3995億円の申告漏れを指摘された日本IBMの持ち株会社が、課税処分の取り消しを求めた訴訟の控訴審判決で、東京高裁（山田俊雄裁判長）は25日、「不当に納税額を減らしたとは言えない」として国側の控訴を棄却した。約1197億円の課税を取り消し、IBM側の勝訴とした一審・東京地裁の判断を維持し、二審も全面勝訴とした |
| 2017年 | | - 2017年6月14日、3人の女性のYahoo!のアカウントに不正にアクセスしたとして、50歳の社員が、不正アクセス禁止法違反容疑不正アクセス禁止法違反容疑で、神奈川県警サイバー犯罪対策課に逮捕された - 2017年6月28日、業績が低いとして賃金を10～15％減額したのは違法であるとして日本IBMを提訴していた社員17人が、賃金水準を元に戻し減額されていた未払い分を会社が支払うという内容で和解した |

## その他
- マニュアル等で独特の用語（本社の用語に準じるため）や訳語を使うことがある。
  - 「ディスケット」 - フロッピーディスクのこと。ディスケットはIBMの商標であるため。
  - 「DASD」 - Direct Access Storage Deviceの略で「ダスド」と発音される。磁気ディスク装置（ハードディスク）のこと。DASDは本来は直接アクセス方式の補助記憶装置全般を指す用語だが、現在では磁気ディスク装置と事実上の同義語となった。主にメインフレームで使われる。
  - 「Fixed disk」（固定ディスク） - これもハードディスクの事。本来はディスクが取り外し・交換できるディスクドライブ装置に対し、できないものを指す語。
  - 1980年代までは、キーボードを「鍵盤」、ディスプレイを「表示装置」、プリンターを「印刷装置」と訳していた。これらは当時の現地化・日本語化の推進による
  - OS/2（バージョン2までの日本語版）では、電源オフ（シャットダウン）を「遮断」と訳していた
- かつて存在した大和工場・野洲工場には硬式野球部を有していた。野洲硬式野球部は、アメリカンフットボール部とラグビー部とともに、1989年に強化スポーツ部に指定されたが、野洲硬式野球部は2003年に廃部、ラグビー部は2009年に指定解除されている。
- IBMが「巨人」と呼ばれていた頃には、日経BPより「日経ウオッチャーIBM版」というIBMの動向だけに焦点を当てた定期刊行物が発行されていた（1996年休刊）[127]。
- 20世紀にはコンシュマー向けのビジネスをしていたこともあって、檀ふみ、渥美清、森進一、森繁久彌、太宰久雄、糸井重里、藤田元司、田中美奈子、りょう、山口智子、所ジョージ、中谷美紀、香取慎吾、米倉涼子などを起用した日本独自の宣伝活動をしていたが、近年は全世界共通の宣伝キャンペーンを展開している。かつては「いい縁とりもつコンピューター」、「社会とともにIBM」のキャッチコピーもあった。
- 2000年代初頭までは、大学生が就職を希望する企業に関する各種調査において上位にランクされていた[102]。
- 2021年度に1000人以上を中途採用することを発表した[128]。

## 主な出身者
| 氏名                 | 入社年度     | 近況等 |
| -------------------- | ------------ | --- |
| 椎名武雄             | 1953         | 勲一等瑞宝章受章、相談役、元会長、元社長 |
| 山本収               | 1960         | 元ネットワンシステムズ社長、元アライドテレシス社長 |
| 林孝男               | 1961         | アイテックス（現：NTTデータアイテックス）創業社長、NPO法人ICAS（イカス）理事長 |
| 村井勝               | 1962（US）   | 元コンパックコンピュータ社長（日本法人） |
| 森和昭               | 1962         | 日本サード・パーティ社長（JASDAQ） |
| 位田尚隆             | 1964         | リクルート社長 |
| 片山卓也             | 1964         | 東京工業大学名誉教授、元北陸先端科学技術大学院大学学長、元日本ソフトウエア科学会理事長 |
| 佐野力               | 1964         | 初代日本オラクル株式会社会長兼CEO（東証1部上場を果たす）、元米オラクル本社シニア・バイス・プレジデント |
| 佐伯達之             | 1964         | MGAジャパン代表取締役、元IMSジャパン社長、元EDSジャパン社長、元ナスダック・ジャパン会長CEO |
| 高嶋正二郎           | 1964（中途） | トランスコスモス副社長（東証1部） |
| 高柳肇               | 1965         | ハイ・アベイラビリティ・システムズ会長、元日本ヒューレット・パッカード社長 |
| 岩崎俊雄             | 1965         | クレスコ会長（東証1部） |
| 甲田博康             | 1965（中途） | 東計電算会長（東証1部） |
| 真瀬宏司             | 1965         | 一般社団法人ディレクトフォース代表理事 |
| 倉重英樹             | 1966         | RHJインターナショナル・ジャパン会長、元日本テレコム社長、元IBMビジネスコンサルティングサービス会長、元プライスウォーターハウスコンサルタント会長兼社長 株式会社シグマクシス代表取締役会長兼社長                |
| 前田昇               | 1966         | 青山学院大学教授 |
| 北城恪太郎           | 1967         | 前経済同友会代表幹事、最高顧問、元IBM AP President、元会長、元社長 |
| 菅原敏明             | 1967         | 元サン・マイクロシステムズ社長（日本法人） |
| 橋本孝久             | 1967         | ジャパンディスプレイ社長 |
| 廣瀬禎彦             | 1969         | 日本コロムビア社長（東証1部） |
| 藤田勉               | 1969         | ソルパック代表取締役会長 |
| 堀田一芙             | 1969         | 内田洋行顧問 熱中小学校用務員 （株）オフィスコロボックル代表取締役 |
| 小名木正也           | 1970         | 日本総研ソリューションズ社長 |
| 澤田米生             | 1970         | アルゴグラフィックス社長（東証1部） |
| 石黒和義             | 1970         | 生涯現役株式会社代表取締役社長、元JBCCホールディングス社長（東証1部） |
| 奥田兼三             | 1970         | コベルコシステム社長 |
| 内池正名             | 1970         | JBISホールディングス社長（東証1部） |
| 木村正治             | 1970         | 国立成育医療研究センター理事、元アッカ・ネットワークス社長（JASDAQ）、元IBMビジネスコンサルティングサービス社長                                                                                                |
| 根塚眞太郎           | 1970         | 日本CA社長 |
| 金安岩男             | 1970         | 慶應義塾大学教授 |
| 上原政二             | 1970         | 元アンガマン・バス社長、元ネットワンシステムズ社長、元ネットワールド、元スリーコム社長、元ネクストコム社長、元ビーツービー通信社長、元モビスタ社長                                                             |
| 末貞郁夫             | 1971         | 元ニイウス コー会長 |
| 中根滋               | 1971         | UWiN社長、元パワードコム社長（日本法人）、COO、i2Technologies兼i2テクノロジーズ・ジャパン社長、元SAPジャパン社長                                                                                               |
| 内永ゆか子           | 1971         | Chairman and CEO、BerlitzInternational、ベネッセコーポレーション副会長、ソニー取締役、パルコ取締役、中央教育審議会委員、産業構造審議会委員、新しい日本をつくる国民会議運営委員 特定非営利活動法人 J-WIN 理事長 |
| 渡邉邦昭             | 1971         | ジャストシステム取締役、元日本アリバ社長、元i2テクノロジーズ・ジャパン社長、元日本DEC社長 |
| 中山隆志             | 1971（中途） | 元EMCジャパン社長 |
| 澤辺正紀             | 1971         | モバイルコア株式会社代表取締役会長、元サイベース社長（日本法人）、元BMCソフトウェア社長 |
| 尾崎嵩               | 1971         | 元日本オフィス・システム会長 |
| 竹田征郎             | 1971         | 情報技術開発社長（JASDAQ） |
| 上村恵洋             | 1971         | 外務省大臣官房国内広報課IT広報室長 |
| 丸山力               | 1971         | 東京大学特任教授 |
| 富永章               | 1971         | 東京大学特任教授 |
| 安井敏雄             | 1972         | 元イー・アクセス社長（東証1部）、元ソレクトロン社長、元ウエスタンディジタル社長 |
| 和泉法夫             | 1972         | 元日本SGI社長 |
| 大津山訓男           | 1973（中途） | アットマークベンチャー社長、BeB協議会主宰、元デジタルメディアラボ専務 |
| 岩崎明               | 1974         | シスコシステムズ合同会社専務執行役員システムズエンジニアリング統括、元郵便局株式会社専務執行役員、元株式会社ゆうちょ銀行専務執行役                                                                             |
| 徳末哲一             | 1974         | ファストサーチ&トランスファ社長（日本法人） |
| 印藤公洋             | 1974         | マイクロストラテジー社長、元日本ビジネスオブジェクツ社長、元キャップジェミニ・アーンスト＆ヤング社長（日本法人）マイクロストラテジージャパン社長                                                               |
| 松木謙吾             | 1974         | NCS&A社長（東証2部） |
| 坂寄嗣俊             | 1974         | インターシステムズジャパン社長、元日本ブロードビジョン社長、元マニュジスティックス・ジャパン社長 |
| 秋山義博             | 1974         | 九州工業大学教授 |
| 高木英明             | 1974         | 筑波大学名誉教授、筑波総研株式会社顧問 |
| 小野寺洋             | 1975         | ベル・データ株式会社代表取締役会長 |
| 加賀山進             | 1975         | シマンテック社長（日本法人）、元ジェトロニクス社長（日本法人）、元日本ピープルソフト社長 |
| 鈴木邦明             | 1975         | 特定非営利活動法人プラネットカナール代表、元ジブラルタ生命執行役員、アビームコンサルティング執行役員 |
| 高橋正行             | 1975         | エス・イー・ラボ社長（ヘラクレス） |
| 林信宏               | 1976         | フレクストロニクス・デジタル・デザイン代表取締役 |
| 大石憲司             | 1977         | EMシステムズ会長 |
| 山本博司             | 1977         | 参議院議員 |
| 遠藤隆雄             | 1977         | 元日本オラクル株式会社取締役兼代表執行役社長CEO（東証1部） |
| 向井宏之             | 1977         | トランスコスモス副社長（東証1部）、元レノボ・ジャパン社長 |
| 濱口通郎             | 1977         | 日本郵政インフォメーションテクノロジー株式会社代表取締役執行役員社長 |
| 藤原洋               | 1977         | インターネット総合研究所所長 |
| 大古俊輔             | 1977         | アンシス・ジャパン代表取締役社長 |
| 新宅正明             | 1978         | クックパッド株式会社社外取締役、ファーストリテイリング社外取締役、NTTドコモアドバイザリーボードメンバー、元日本オラクル株式会社代表取締役会長、元同社代表取締役社長                                            |
| 八剱洋一郎           | 1978         | 元SAPジャパン社長、元ウィルコム社長、元日本テレコム副社長、元AT&Tアジア太平洋地域プレジデント、元ワークスアプリケーションズ副社長、元電気通信事業者協会副会長                                                  |
| 末次朝彦             | 1978         | 元ダッソー・システムズ社長（日本法人）、元サン・マイクロシステムズ社長（日本法人） |
| 藤田裕治             | 1978         | 元レッドハット社長（日本法人） |
| 一瀬宗也             | 1979         | アイセック・ジャパン代表取締役社長 |
| 戸沢義夫             | 1979         | 産業技術大学院大学教授 |
| 片岡正昭             | 1979         | 慶應義塾大学教授 |
| 牧田幸弘             | 1979         | 日本ビジネスシステムズ代表取締役社長 |
| 田中芳夫             | 1980         | 元マイクロソフトCTO、青山学院大学大学院客員教授、東京理科大学大学院教授 |
| 小出伸一             | 1981         | セールスフォース会長（日本法人）、元日本ヒューレット・パッカード社長、元ソフトバンクテレコム副社長COO |
| 宇陀栄次             | 1981         | 株式会社Yext（イエクスト）代表取締役会長 |
| 長谷川恵             | 1981         | BTジャパン社長 |
| 齊藤誠一             | 1981         | 北海道大学教授 |
| 安斎富太郎           | 1981         | アルテリア・ネットワークス株式会社代表取締役社長、元SAPジャパン社長、元デル社長（日本法人） |
| 榎本一郎             | 1982         | イノテックスビジネスソリューションズ株式会社代表取締役社長 |
| 香田正人             | 1982         | 筑波大学教授 |
| 岡村久和             | 1982         | 亜細亜大学教授 国際交流委員長 |
| 川原均               | 1982         | デロイト トーマツ コンサルティング 副社長、元セールスフォース社長（日本法人） |
| 斎藤昌義             | 1982         | ネットコマース 代表取締役社長 |
| 隅田英一郎           | 1982         | 情報通信研究機構フェロー、アジア太平洋機械翻訳協会会長 |
| 芝野耕司             | 1982（中途） | 東京外国語大学教授 |
| 綿貫理明             | 1982（中途） | 専修大学教授、公益財団法人日本心霊科学協会理事 |
| 小原琢哉             | 1983         | 日本NCR株式会社代表取締役社長 |
| 佐藤茂樹             | 1983         | 衆議院議員 |
| 富村隆一             | 1983         | RHJインターナショナル・ジャパン代表取締役、シグマクシス取締役副社長、元日本テレコム副社長、元PwCコンサルティングマネジングパートナー                                                                           |
| 山元賢治             | 1983         | 元日本オラクル株式会社取締役、元Apple Japan社長 |
| 平井康文             | 1983         | 楽天グループ株式会社代表取締役副社長 楽天コミュニケーションズ株式会社代表取締役会長兼社長、楽天モバイル取締役副会長、元マイクロソフト専務 元シスコシステムズ社長                                               |
| 片岸幹夫             | 1983         | バリューコマースCOO（マザーズ） |
| 六川修一             | 1983         | 東京大学教授 |
| 千村岳彦             | 1983（中途） | システム・ロケーション社長（JASDAQ） |
| 斎藤秀隆             | 1983         | 日本郵政株式会社執行役システム部門IT企画部長、日本郵政インフォメーションテクノロジー株式会社取締役専務執行役員クラウドサービス本部長                                                                           |
| ジム・メリット       | 1983（US）   | 元デル社長（日本法人） |
| 吉田融正             | 1983         | ブリッジインターナショナル創業者 代表取締役社長 |
| 井下田久幸           | 1984         | ドルフィア株式会社代表取締役、フランセス商事代表取締役、講演家 |
| 岩永智之             | 1984         | グローバルイノベーションコンサルティング代表取締役社長 |
| 濵田憲一郎           | 1984         | 元日本郵政株式会社常務執行役CIO、元日本郵政インフォメーションテクノロジー株式会社代表取締役社長、元ソフトバンクテレコム常務執行役員                                                                            |
| 奥井規晶             | 1984         | 元ベリングポイント社長（日本法人） |
| 永井孝尚             | 1984         | ウォンツアンドバリュー株式会社代表 「100円のコーラを1000円で売る方法」シリーズ著者 |
| 村田正幸             | 1984         | 大阪大学教授 |
| 古舘正清             | 1984         | ヴィームソフトウェア株式会社執行役員社長、元F5ネットワークスジャパン代表取締役社長 |
| 大塚俊彦             | 1985         | DELL株式会社社長、EMCジャパン代表取締役社長 |
| 斉藤徹               | 1985         | ループスコミュニケーションズ代表取締役社長 |
| 所司里佳             | 1985         | ナレッジワークス株式会社 代表取締役 |
| 長澤信吾             | 1985         | Minoriソリューションズ副社長（JASDAQ）、元JSC社長 |
| 久野哲彦             | 1985         | ディーワンダーランド社長（JASDAQ） |
| 矢野広一             | 1985         | 元ターボリナックス社長 |
| 湊方彦               | 1985         | 元日本AT&T社長 |
| 安田結子             | 1985         | ラッセル・レイノルズ・アソシエイツ・ジャパン・インク日本代表 |
| 落合敏彦             | 1985         | コネクトテクノロジーズ社長（マザーズ） |
| 森下真一             | 1985         | 東京大学教授 |
| 徳山豪               | 1985         | 東北大学教授 |
| 勝屋久               | 1985         | ラブコネクター、（株）アカツキ 社外取締役／応援団長、（株）クエステトラ 社外取締役、ビジネス・ブレークスルー大学 客員教授                                                                                      |
| 小山田耕二           | 1985         | 京都大学教授 |
| 小原京子             | 1985         | 慶應義塾大学准教授 |
| 中川いち朗           | 1985         | シスコシステムズ合同会社社長 |
| 中山雅之             | 1985         | 日本郵政株式会社常務執行役CIO、日本郵政インフォメーションテクノロジー株式会社取締役、日本郵便株式会社専務執行役員CIO、元日本オラクル株式会社バイスプレジデント製造営業統括本部長                               |
| 谷田則幸             | 1985         | 関西大学 経済学部教授 |
| 木村 誠聡            | 1985         | 神奈川工科大学 情報学部教授 |
| 相浦一成             | 1986         | GMOペイメントゲートウェイ社長（マザーズ） |
| 伊東潤               | 1986         | 歴史小説作家 |
| 大里真理子           | 1986         | アークコミュニケーションズ代表取締役社長 |
| 下垣 典弘            | 1986         | ZVC Japan株式会社（ZOOM）代表取締役会長 |
| 望月弘一             | 1986         | 日本ヒューレット・パッカード社長 |
| 小林英夫             | 1987         | 元イー・アクセス副社長（東証1部）、多摩大学教授 |
| 佐藤秀哉             | 1987         | テラスカイ創業者・社長（東証1部） |
| 長尾確               | 1987         | 名古屋大学教授 |
| 野呂洋子             | 1987         | 銀座柳画廊副社長 |
| 前多俊宏             | 1987         | エムティーアイ創業者・社長（東証1部） |
| 増田宏               | 1987         | 東京大学准教授 |
| 平手智行             | 1987         | グーグルクラウドジャパン代表 |
| 松田憲幸             | 1988         | ソースネクスト創業者・社長（東証1部） |
| 加来徹也             | 1988         | 元コネクトテクノロジーズ会長（マザーズ） |
| 中須賀真一           | 1988         | 東京大学教授 |
| 大橋智成             | 1989         | NKKスイッチズ社長（JASDAQ） |
| 国本明善             | 1989         | Datadog Japan Country Manager |
| 服部達也             | 1989         | ウルトラエックス代表取締役CEO |
| 奥野潤               | 1989         | オクノ総研代表取締役 |
| 大江克哉             | 1990         | ベリタステクノロジーズ合同会社代表取締役社長 |
| 大川純一             | 1990         | フジデンシ・ドットコム代表取締役社長 |
| 柴田朋子             | 1990         | インパクトM代表取締役社長 |
| 平尾清               | 1990         | 東北公益文科大学教授 |
| 関信                 | 1991（US）   | セキテクノトロン社長（JASDAQ） |
| 副島一也             | 1991         | ニュートン・コンサルティング代表取締役 |
| 長妻貴嗣             | 1992         | 三協フロンテア社長（JASDAQ） |
| 二宮祥一             | 1992         | 東京工業大学教授 |
| 頼定誠               | 1992         | キャンピングカー株式会社 代表取締役社長 |
| 樋口正也             | 1993         | ベイシアグループソリューションズ代表取締役 |
| チャールズ・エイジー | 1995         | Managing Director at Telstra（オーストラリア） |
| 竹岡和宏             | 1997         | 元福岡ソフトバンクホークス投手 |
| 玉塚元一             | 1998（中途） | 元ローソン会長、ロッテホールディングス代表取締役社長 |
| 小野裕史             | 2000         | インフィニティ・ベンチャー・パートナーズ共同代表 |
| 工藤博樹             | 2000         | メリービズ株式会社代表取締役、Fin Tech協会代表 |
| 玉川憲               | 2000         | ソラコム代表取締役社長 |
| 長坂健冶             | 2000         | 元東北楽天ゴールデンイーグルス捕手 |
| 永田ジョージ         | 2000         | ミュージシャン |
| 堀口純一             | 2000         | ZEROBILLBANK Co-funder&CEO |
| 河井敬一             | 2001         | Niantic, Inc. Chief Product Officer（アメリカ） |
| 中村泰広             | 2001         | 元北海道日本ハムファイターズ投手 |
| 保城広至             | 2001         | 東京大学社会科学研究所教授 |
| 矢上清乃             | 2002（中途） | （株）グローバルママ・ゲートウェイ代表取締役、一般社団法人日本ワーキングママ協会理事 |
| 三橋貴明             | 2007（中途） | 経済評論家、株式会社経世論研究所（旧三橋貴明事務所）代表取締役社長 |

## スポンサー番組
現在
- 未来世紀ジパング（テレビ東京）

※系列局がない宮城県や新潟県、静岡県、広島県、熊本県において、別番組にも提供している。
過去
- JNN報道特集（TBS）
- 報道2001（フジテレビ）
- 報道ステーション（テレビ朝日、水曜日）
- 知ってるつもり?!（日本テレビ）
- 情報ライブ EZ!TV（フジテレビ、関西テレビ）
- NNNきょうの出来事（日本テレビ）
- NEWS ZERO（日本テレビ）
- 真相報道 バンキシャ!（日本テレビ）
- 木曜洋画劇場（テレビ東京）
- たけしの誰でもピカソ（テレビ東京）

## 参照
1. ↑  No.54イノベーションを生み出すDNA-日本IBM創立70周年記念特集-「PROVISION Summer2007No.54」のご紹介（日本IBM）
2. ↑  日本IBM 70周年 椎名武雄 特別寄稿（日本IBM）
3. ↑  富士通経営執行役の相次ぐ退社の波紋 落ち目のIBMに代わり流出の宝庫に?（IT Pro）
4. ↑  知っておきたいIT経営用語-GIEとは（IT Pro）
5. ↑  IBM ポール与那嶺略歴
6. ↑  21世紀型の企業であるGIEを目指す、ビジネス・モデルのイノベーション（日本IBM 2007年夏）
7. ↑  “米IBMの第4四半期利益は予想上回る、サービス契約が増加”. ロイター. (2011年1月19日) 2011年1月20日閲覧。
8. ↑  “5/19 中央団交報告――前代未聞！ 前年並みの利益を上げている会社が「昇給の無期限凍結」”.   JMIU日本アイビーエム支部 (2009年6月2日). 2011年1月20日閲覧。
9. ↑  “日本IBMの前12月期単体、売上高が23年ぶり1兆円割れ－IT投資抑制響く”. 日刊工業新聞. (2010年3月22日) 2011年1月20日閲覧。
10. ↑  10年で売上高が半減した日本IBM、最大の課題は「業績」（ZDNet Japan）
11. ↑  役員人事のお知らせ　（日本IBM）
12. ↑  高橋, 松三郎「日本における事務機械化の50年(3)」『事務と経営』第13巻第145号、1961年、37-39頁。
13. 1 2  『水品 浩－創業期 日本アイ・ビー・エム（株）社長』（城西国際大学）
14. ↑  日本IBMトピックス（日本IBM）
15. 1 2  日本IBMトピックス（日本IBM）
16. ↑  “日本IBM、新社長に大歳卓麻氏が就任 北城氏はIBMアジア・パシフィック社長へ”.   PC Watch (1999年11月2日). 2012年9月3日閲覧。
17. ↑  日本IBMトピックス（日本IBM）
18. ↑  さよならAptiva（ITmesia News）
19. ↑  ディスプレイ・テクノロジー株式会社の事業分割について（東芝）
20. ↑  「日本アイ・ビー・エム株式会社」の投資教育の事例について（厚生労働省）
21. ↑  経理・総務はもはや不要?? コスト削減で中国への委託加速（J-CAST）
22. ↑  幹部社員に有期雇用制（日本経済新聞）
23. ↑  モバイル向け低温ポリシリコンTFT液晶ディスプレイパネルの第2製造拠点としてソニーがIDTech野洲事業所を買収 （ソニー）
24. ↑  半導体から本体まで世界唯一の一貫生産 日本IBMが「栄光の野洲」を京セラに売却（IT Pro）
25. ↑  野洲セミコンダクター株式会社における半導体事業の事業用資産の譲渡ならびに同社の会社解散に関するお知らせ（セイコーEPSON）
26. ↑  米IBMが日本を初の直轄管理に、売上減の日本市場をテコ入れ（IT pro）
27. ↑  業績不振の日本IBMに支社への格下げ論が再燃【情報カプセル】（選択）
28. ↑  日本アイ・ビー・エムロジスティクス株式会社の取得(子会社化)に関するお知らせ（安田倉庫）
29. ↑  翻訳の王様について
30. ↑  本社移転のお知らせ（日本IBM）
31. ↑  日本IBMの12月期、23年ぶり売上高1兆円割れ（日本経済新聞）
32. ↑  ジャストシステムがIBMから「ホームページ・ビルダー」のプログラム著作権と商標権を取得（日本IBM）
33. ↑  企業の戦略策定から実行までを支援する体制を再編（日本IBM）
34. ↑  ダッソー、IBM PLM事業部門の統合完了（IT@MONOist）
35. ↑  役員人事のお知らせ（日本IBM）
36. ↑  日本IBM科学賞（日本IBM）
37. ↑  ホームページ・リーダー Windows版　Ver3.04
38. ↑  東芝テック、IBMのリテール・ストア・ソリューション事業取得で合意（日本IBM）
39. ↑  IGAS売却 ＜従業員に動揺広がる＞（JMIU日本アイビーエム支部）
40. ↑  減給と借り上げ社宅廃止に伴う社員への呼びかけ（JMIU日本アイビーエム支部）
41. ↑  日本コンセントリクスビジネスサービス株式会社
42. ↑  ConcentrixがIBMカスタマー・ケア事業買収の第2段階を完了（Concentrix Corporation Press Release）
43. ↑  日本IBM、コールセンター部門を本体から分離・独立－新会社に2000人（J-Net21）
44. ↑  https://xtech.nikkei.com/it/atcl/news/14/100201178/?top_nhl 「メイド・イン・米沢を検討」、日本IBMのx86サーバー事業を継ぐレノボ新会社が営業開始（ITpro）
45. ↑  役員人事のお知らせ
46. ↑  日本IBM、港区虎ノ門の新本社に移設したIBM Innovation Studioを拡充し、さらなる共創を推進
47. ↑  無限大 No.116 2004年 冬 - 始まりは、東京オリンピックだった - コンピューターは社会をどう変えていったか（日本IBM 2004年冬）
48. ↑  Y-Kプロジェクト：ITExpress（タリアセンコンサルティング 疋田英幸 2006年3月13日）
49. ↑  新日鐵君津製鐵所における業界初の製造オンラインシステム（明治大学ビジネス情報倫理研究所 伊藤正雄 2008年6月8日）
50. ↑  うんちく日経 - 日経の新聞製作システムはアポロ計画を手がけた会社が製作した（nikkei4946.com）
51. ↑  朝日新聞社130年の歩み - 1980・4・23 コンピューターによる新聞製作（NELSON）が始まり、脱活字へ（asahi.com）
52. ↑  『私の履歴書、経済人36』（日本経済新聞社、2001年）の内、椎名武雄著「外資と生きる」（2001年日経に掲載）
53. ↑  業績
54. ↑  “日本IBM会社経歴書2018年”. 2021年9月23日閲覧。
55. ↑  “日本IBM会社経歴書2019年”. 2021年9月23日閲覧。
56. ↑  “日本IBM会社経歴書 2020年”. 2021年9月23日閲覧。
57. ↑  “日本IBM 会社経歴書 2021年版”. 2021年9月23日閲覧。
58. ↑  旧：千代田生命保険、現：プルデンシャルジブラルタファイナンシャル生命保険
59. ↑  元：太田昭和監査法人グループ → 現：日立ソフトグループ
60. ↑  “アドバンスト・アプリケーション株式会社の株式取得に関するお知らせ”.   JBCCホールディングス (2010年12月22日). 2022年1月23日閲覧。
61. ↑  IBM側の資本介入後、現在は三菱商事の完全子会社に戻る。
62. ↑  日本IBM女性社員配転事件（名古屋第一法律事務所）
63. ↑  しんぶん赤旗 2003年8月14日
64. ↑  日本IBMの銀行ユーザーのシステム障害、日付処理のバグが原因（日経BP）
65. ↑  統合ATMが陥った“テスト不足”の落とし穴（IT Pro）
66. ↑  【詳報】米IBMの2004年売上高修正、原因の日本IBM大歳社長は「社内規定違反」と繰り返すのみ（IT Pro）
67. ↑  日本アイ・ビー・エム株式会社のNICT委託研究に係る過大請求について（情報通信研究機構）
68. ↑  闇の系譜を断ち切るためにすべきことは多い・IXI不正会計事件（NIKKEI NET）
69. ↑  ネットマークス、実体のない取引に関する訴訟でデジタルデザインなど2社と和解（IT Pro 日経コンピュータ 2008年7月29日）
70. ↑  東京リース、日本IBMなど4社に対し訴訟を提訴（Reuters President）
71. ↑  ソースネクスト、「ホームページ・ビルダー」に関する訴訟でIBMと一部和解（nikkei BPnet 2007年12月25日）
72. ↑  「IBMホームページ・ビルダー V11」の訴訟和解に関するお知らせ（日本IBM 2008年8月1日）
73. ↑  IBM会社分割巡る訴訟、転籍無効の訴え棄却・横浜地裁 【5/30 日経新聞】（雇用管理サポートセンター NEWS）
74. ↑  IBM 会社分割事件 横浜地裁H19.5.29判決
75. ↑  個人情報流出に関するお詫び（日本IBM）
76. ↑  高校生個人情報とIBMプログラム拡散…容疑の男逮捕（2009年7月30日 読売新聞）
77. ↑  「悪意ある放流者は追い詰める」日本IBMがShare流出を振り返る（INTERNET Watich）
78. ↑  日本IBMを下請けが提訴へ-七十七銀の案件で追加費用を得られず経営破綻（日経コンピュータ 2008/08/15号）
79. 1 2  日刊ゲンダイ|ブラック企業の“追い込み手口” ルーツはIBMだった
80. ↑  日本IBMが年内にも1000人規模の人員削減へ（IT Pro）
81. ↑  IBM、正社員1000人切り（しんぶん赤旗）
82. ↑  IBMリストラでまともな会社に? 労組サイトに「元社員」が反論（J-CASTニュース 2008年12月2日）
83. ↑  巨人からの亡命
84. ↑  スルガ銀と日本IBMの「動かないコンピュータ」裁判の訴状内容が判明、要件定義を3回繰り返す（IT Pro 日経コンピュータ 2008年4月25日）
85. ↑  スルガ銀行のIBM提訴にみる、パッケージビジネスの難しさ（nikkei net IT PLUS 2008年3月）
86. ↑  「失敗の責任はスルガ銀にある」 日本IBMが反論、動かないコンピュータ裁判（日経コンピュータ 2008年5月15日号）
87. ↑  日本IBMで何が起きているのか 訴訟続発に下請けとのトラブル（J-CASTニュース）
88. ↑  「改変を強要された」、スルガ銀－IBM裁判で日本IBM副会長（IT Pro）
89. ↑  「日本IBM副会長の証言は失当だ」、スルガ銀裁判に関してJTBのIT部門長が反論（IT Pro）
90. ↑  日本IBMに74億賠償命令　スルガ銀に、システム開発中止で（日本経済新聞）
91. ↑  スルガ銀-IBM裁判で両社が上告
92. ↑  西岡祐介 (2015年8月31日). “日本IBMはなぜスルガ銀行に負けたのか”. ITPro (日経BP) 2016年10月6日閲覧。
93. ↑  5月20日オンライン障害の発生原因について（福岡銀行）
94. ↑  銀行のシステム止まった!バッテリー交換忘れでした（Sponichi Annex）
95. ↑  高まる契約がらみのリスク古くて新しい"落とし穴"（日経コンピュータ 5月27日号）
96. ↑  「退職を強要された」、社員3人が日本IBMを提訴 （IT Pro 日経コンピュータ 2009年5月29日）
97. ↑  日本アイ・ビー・エム陳述書(1)（労働組合機関誌『かいな』 2011年2月7日第2176号）
98. ↑  日本アイ・ビー・エム陳述書(2)（労働組合機関誌『かいな』 2011年2月7日第2176号）
99. ↑  証券監視委、日本IBMを強制調査 ニイウスコー粉飾事件（日本経済新聞 2010年3月4日）
100. ↑  元IBM営業マンが手を染めた禁断の“赤黒転換” (産経新聞)
101. ↑  日本IBMが循環取引関与＝ニイウスコー粉飾－監視委 (時事通信)
102. 1 2  過去30年の就職人気企業ランキング
103. ↑  ゆうちょ銀障害の原因判明 IBM製HDDに欠陥 9月初旬に新型機種に移行 (産経新聞)
104. ↑  神奈川県警の会議録がネット流出 (読売新聞)
105. ↑  活動日誌大阪府吹田市議会議員中本みちこブログ
106. ↑  「日本企業は新製品の導入が他国より遅れている」--日本IBM幹部が指摘（CNET Japan）
107. ↑  日本IBMグループ、4千億円申告漏れ 節税争う構え（朝日新聞）
108. ↑  申告漏れ：IBMが4000億円 グループ損益、連結納税使い争う姿勢（毎日新聞）
109. ↑  IBM「巨額節税」の波紋（日経ビジネス）
110. ↑  課税処分 IBM側が勝訴、納め過ぎ1197億円取り消し - 日本経済新聞
111. ↑  日本IBM課税訴訟で国が控訴　取り消し判決に不服（朝日新聞）
112. ↑  :IBM全面勝訴　1197億円課税取り消し　東京地裁（毎日新聞）
113. ↑  IBM橋本社長、2010年の成果と2011年の事業方針を説明（マイコミジャーナル）
114. ↑  日本IBM オリンパスに「悪知恵」（FACTA）
115. ↑  こんな無法が許されるのか 衆院予算委 志位委員長の質問（しんぶん赤旗）
116. ↑  日本IBM最高顧問　iPodで女性のスカートの中盗撮（スポーツニッポン）
117. ↑  女性盗撮の疑い、日本IBM元社長に罰金（読売新聞）
118. ↑  日本IBM指名解雇の一部始終　30分で退社迫るロックアウト型（週刊ポスト）
119. ↑  俳優雇い偽装工作、着服の元IBM関連会社幹部（読売新聞）
120. ↑  日本IBMを元社員らが提訴「組合員ねらった不当解雇」（朝日新聞）
121. ↑  減給撤回裁判に結集しよう 組合に加入し原告に加わろう（JMIU日本アイビーエム支部）
122. ↑  日本IBMに野村が33億円賠償請求　なぜ訴訟相次ぐ（日本経済新聞）
123. ↑  課税処分 IBM側が勝訴、納め過ぎ1197億円取り消し（毎日新聞）
124. ↑  課税取り消し、二審もIBM側が勝訴　東京高裁判決（日本経済新聞）
125. ↑  女性3人への不正アクセス容疑＝日本IBM社員逮捕－神奈川県警（時事通信）
126. ↑  日本IBMの賃金大幅減額訴訟、従業員の請求認め和解（朝日新聞）
127. ↑  日経BP社雑誌（日経テレコン21）
128. ↑  “日本IBM、中途採用1000人”. 日本経済新聞 (2021年3月20日). 2021年3月25日閲覧。